# Ridgeway (Alaska)
Pour les articles homonymes, voir Ridgeway (homonymie).
Ridgeway est une ville d'Alaska (CDP) aux États-Unis, appartenant au Borough de la péninsule de Kenai. Sa population était de 2 022 habitants en 2010.
Elle est située dans la Péninsule Kenai, sur la Sterling Highway, entre les villes de Kenai, Soldotna et Sterling.
Les températures moyennes vont de −16 °C à −6 °C en janvier et de 8 °C à 18 °C en juillet.
Historiquement, le lieu était occupé par les indiens Kenaitze, mais s'est développé ensuite à la suite de la découverte des richesses minérales de la péninsule. Les résidents actuels ne sont plus, en majorité, les descendants des premiers habitants.
L'économie locale est à base d'industries pétrolières, de bois de construction, ainsi que de commerce local et d'activités liées au tourisme.

## Démographie
| 1990  | 2000  | 2010  | - | - | - |
| ----- | ----- | ----- | - | - | - |
| 2 018 | 1 932 | 2 022 | - | - | - |